# Cypherpunk
Cypherpunk é aquele que defende o uso generalizado de criptografia forte e tecnologias que melhoram a privacidade como um meio de promover mudanças sociais e políticas. O movimento cypherpunk teve origem com o estabelecimento de uma lista de discussão eletrônica, através da qual grupos informais buscavam alcançar privacidade e segurança por meio do uso proativo da criptografia. O movimento cypherpunk está ativo desde cerca de 1990.

## Origem do termo
O termo cypherpunk, derivado de cypher, referente a criptografia, e punk, foi cunhada por Jude Milhon como um trocadilho para descrever cyberpunks que usavam criptografia. Em novembro de 2006, a palavra foi adicionada ao Oxford English Dictionary.

## História
Até cerca da década de 1970, a criptografia era praticada principalmente em segredo por agências militares ou de espionagem. No entanto, isso mudou quando duas publicações trouxeram o assunto à consciência pública: o primeiro trabalho publicamente disponível sobre criptografia de chave pública, de Whitfield Diffie e Martin Hellman, e a publicação do governo dos Estados Unidos do Padrão de Criptografia de Dados (DES, na siglal original em inglês), um cifrador de bloco que se tornou muito amplamente utilizado. Porém, ao final da década de 1980, essas ideias se consolidaram em algo como um movimento.

### Lista de e-mails
No final de 1992, Eric Hughes, Timothy C. May e John Gilmore fundaram um pequeno grupo que se reunia mensalmente na empresa de Gilmore, Cygnus Solutions, na área da Baía de São Francisco, e que foi humoristicamente chamado de cypherpunks por Jude Milhon em uma das primeiras reuniões. A lista de e-mails, também chamada de "lista de discussão", dos Cypherpunks foi iniciada em 1992 e, em 1994, tinha 700 assinantes. Em seu auge, era um fórum muito ativo com discussões técnicas que abrangiam matemática, criptografia, ciência da computação, discussões políticas e filosóficas. Um e-mail de John Gilmore relata uma média de 30 mensagens por dia de 1º de dezembro de 1996 a 1º de março de 1999, e sugere que o número provavelmente era maior anteriormente. O número de assinantes é estimado em cerca de 2.000 no ano de 1997. 
Os membros originais não tinham ideologia social, eram mais preocupados com a matemática complicada da tecnologia criptográfica e a filosofia mais ampla da anonimidade, liberdade individual e privacidade. Os cypherpunks foram instrumentais no movimento em defesa da privacidade e anonimidade online, além de pioneiros do caminho para os espaços invisíveis da internet. Eles usavam a criptografia como forma de proteger a individualidade inibindo o controle dos dados trafegados pelos agentes governamentais, institucionais ou do setor comercial.

## Manifesto
O manifesto dos cypherpunks foi publicado em 1993 por Eric Hughes, matemático e programador considerado um dos fundadores do movimento. As ideias que dão base para o movimento podem ser encontradas nesse manifesto: "A privacidade é necessária para termos uma sociedade aberta na era eletrônica. Privacidade não é o mesmo que segredo. Um assunto privado é uma coisa que alguém não quer que o mundo inteiro saiba; um assunto secreto é uma coisa que alguém não quer que ninguém saiba. A privacidade é o poder de revelar-se seletivamente para o mundo" (tradução-livre). 

### Valores
- Privacidade nas comunicações
- Anonimato e pseudônimos
- Censura e monitoramento
- Escondendo o ato de esconder